# Gravelly Hill Interchange
Der Gravelly Hill Interchange, besser bekannt als Spaghetti Junction (deutsch Spaghetti-Kreuzung) ist ein aufwändiges Autobahnkreuz nördlich der Stadt Birmingham in England. Es wurde am 24. Mai 1972 dem Verkehr freigegeben und der Bau kostete damals 10,8 Millionen £.

## Allgemeines
Das Autobahnkreuz verknüpft die Autobahn M6, die Stadtautobahn A38(M) (auch als „Aston Expressway“ bekannt), die A-Straßen A38, A5127 sowie einige nicht nummerierte Lokalstraßen miteinander. Es bedeckt eine Fläche von ca. 12 ha, bedient 18 Routen und hat insgesamt eine Länge von mehr als vier Kilometern, die M6 selbst stellt davon aber nur einen Kilometer. Es gibt 559 Betonpfeiler über fünf Ebenen.
Der Bau begann im Jahr 1968, zusammen mit dem damals letzten Teilstück der M6, der von Birmingham Richtung London führt. Dem Knoten mussten 160 Häuser, eine Fabrik, eine Bank sowie ein Wohnblock weichen und eine Gas- sowie drei Wasserleitungen mussten umgeleitet werden. Zur Zeit der Eröffnung trug das Bauwerk etwa 40.000 Fahrzeuge pro Tag, heute muss es etwa 210.000 Fahrzeuge täglich bewältigen.

## Weitere Verbindungen
Unter dem Knoten trifft sich die Eisenbahnlinie der Cross City Line mit der Chase-Line-Eisenbahnlinie; außerdem treffen sich im Bereich des Autobahnkreuzes an der Salford Junction der Tame Valley Canal, der Birmingham-und-Fazeley-Kanal und der Grand Union Canal; River Rea und Hockley Brook münden hier in den River Tame.